# 东莞市人民医院

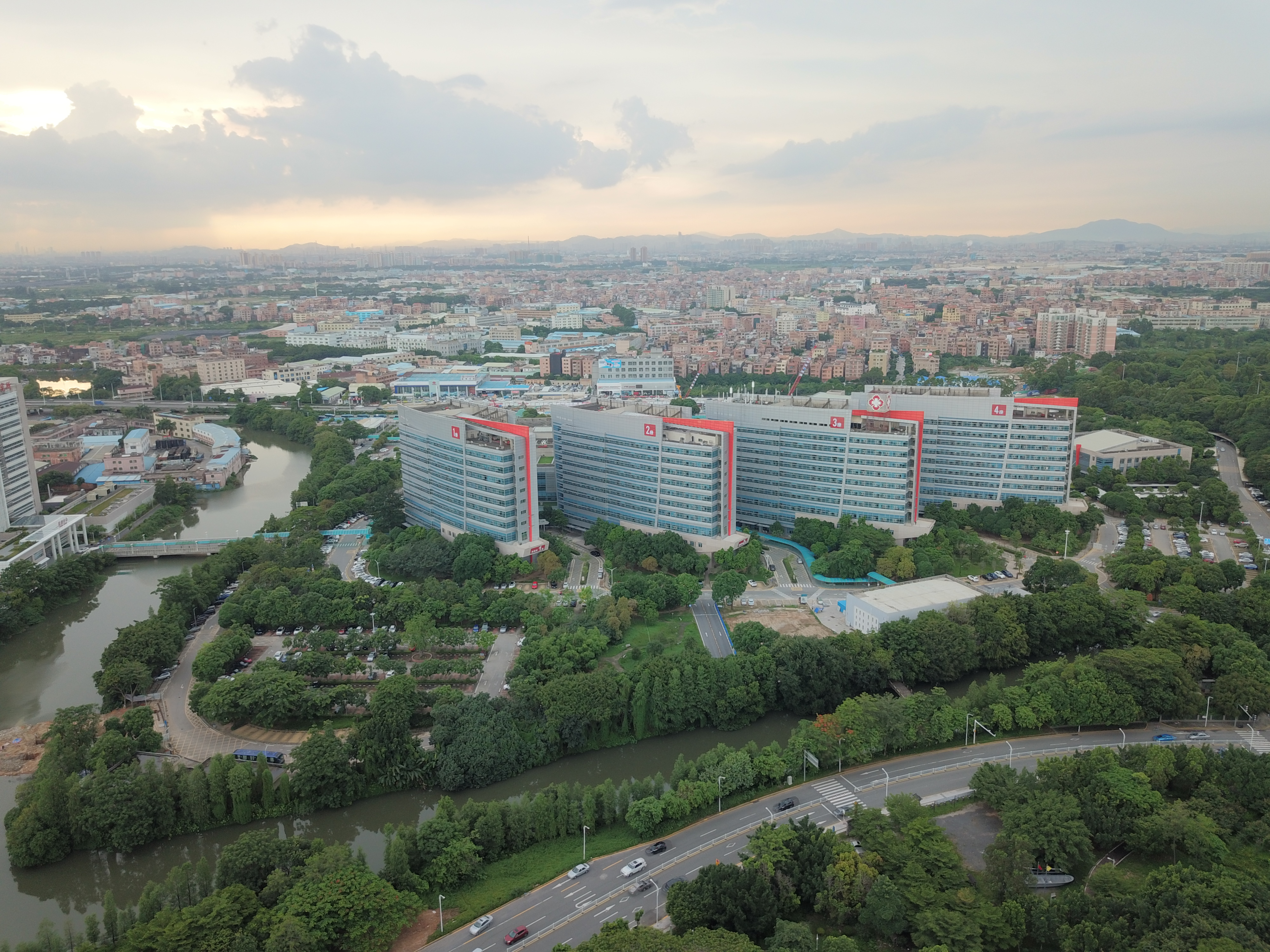
东莞市人民医院（南方医科大学第十附属医院）红楼院区

东莞市人民医院（南方医科大学第十附属医院），是一家院本部位于广东省东莞市万江街道的三级甲等医院，为南方医科大学附属医院，由东莞市卫生健康局主管。

## 历史
医院创办于清光绪十四年（1888年）4月1日，原名为中华基督教礼贤会东莞普济医院，之后易名为东莞市人民医院，于2014年10月正式挂牌南方医科大学附属东莞医院，为南方医科大学非直属附属医院。2023年正式挂牌南方医科大学第十附属医院。

## 院区
东莞市人民医院现有5个院区。

### 院本部（红楼院区）
东莞市人民医院院本部（红楼院区）位于万江街道新谷涌万道路3号，于2005年12月28日奠基，2006年12月29日开工，2011年4月21日实现首次对外开放，2011年5月12日进行整体搬迁。2020年7月1日，东莞市人民医院万江院区更名为“东莞市人民医院红楼院区”。东莞市人民医院红楼院区硼中子俘获治疗中心大楼于2022年1月25日开工，2022年7月29日实现主体结构封顶，2023年4月1日正式开业，2025年4月30日启动相关的临床试验患者预招募工作。东莞市人民医院红楼院区硼中子俘获治疗研究中心大楼于2024年8月22日正式开工。

### 普济院区
东莞市人民医院普济院区位于东城街道光明新街路1号，编制床位800张，实际开放床位800张，于2004年3月28日正式开业。2013年12月24日，普济院区体检中心正式开业。2024年1月2日起，普济院区不再提供产科和新生儿科住院医疗服务。

### 第一门诊部
东莞市人民医院第一门诊部位于莞城街道王屋街23号。

### 临床病理诊断中心
东莞市人民医院临床病理诊断中心（东莞市临床病理诊断中心）位于莞城街道育华路14号。

### 行政办事中心卫生所
东莞市人民医院行政办事中心卫生所（东莞市行政办事中心卫生所）位于南城街道鸿福路99号东莞市行政办事中心1楼。

## 医联体合作
东莞市人民医院参与创建了东莞市水乡紧密型城市医疗集团，同时也是多个医疗联合体的成员。

### 医联体合作
东莞市人民医院与东莞市各镇街医院组建了医联体，并在多方面对镇街医院进行帮扶。东莞市人民医院现与2家镇街医院组成了医联体。
- 东莞市谢岗医院（东莞市人民医院谢岗院区）：位于谢岗镇站前街3号，为二级甲等医院。
- 东莞市黄江医院：位于黄江镇富民南路810号，为二级甲等医院。

### 医疗集团
东莞市人民医院参与组建了东莞市水乡紧密型城市医疗集团，对口帮扶5家镇街医院（区域中心医院）。
- 东莞市水乡中心医院（东莞市人民医院水乡医院）：原东莞市麻涌医院，位于麻涌镇南峰路2号，为二级甲等医院。
- 东莞市望牛墩医院：位于望牛墩镇望联村，为一级甲等医院。
- 东莞市道滘医院：位于道滘镇金牛新村南路69号，为二级医院。
- 东莞市洪梅医院：位于洪梅镇黎洲角村，为二级甲等医院。
- 东莞市中堂医院：位于中堂镇中麻路，为二级甲等医院。